# Wiluna Airport
Wiluna Airport är en flygplats i Australien. Den ligger i regionen Wiluna och delstaten Western Australia, omkring 730 kilometer nordost om delstatshuvudstaden Perth.
Trakten runt Wiluna Airport är nära nog obefolkad, med mindre än två invånare per kvadratkilometer.. Närmaste större samhälle är Wiluna Shire, nära Wiluna Airport. 
Omgivningarna runt Wiluna Airport är i huvudsak ett öppet busklandskap. Genomsnittlig årsnederbörd är 353 millimeter. Den regnigaste månaden är januari, med i genomsnitt 69 mm nederbörd, och den torraste är augusti, med 1 mm nederbörd.